# Molde Fotballklubb 2015
Questa voce raccoglie le informazioni riguardanti il Molde Fotballklubb nelle competizioni ufficiali della stagione 2015.

## Stagione
Il 22 giugno 2015, l'UEFA ha effettuato il sorteggio del secondo turno di qualificazione alla Champions League 2015-2016, al quale il Molde avrebbe preso parte: la formazione norvegese avrebbe affrontato una tra gli armeni del Pyunik e i sammarinesi della Folgore/Falciano, squadre che si sarebbero affrontate nel primo turno preliminare della competizione. È stato il Pyunik ad avere la meglio, con un punteggio complessivo di 4-2. Il 17 luglio sono stati sorteggiati gli abbinamenti per il terzo turno di qualificazione, ossia per l'avversaria della vincente tra Molde e Pyunik: una tra i croati della Dinamo Zagabria e i lussemburghesi del Fola Esch. Il Molde ha superato allora la formazione armena, per poi essere eliminata dalla Dinamo Zagabria nel doppio confronto, in virtù delle reti segnate in trasferta. Il Molde è stato così ripescato per gli spareggi dell'Europa League, in cui avrebbe affrontato i belgi dello Standard Liegi. Superati i belgi nel corso del doppio confronto, nella fase a gironi il Molde è stato sorteggiato assieme ai turchi del Fenerbahçe, agli olandesi dell'Ajax ed agli scozzesi del Celtic.
Il 1º luglio 2015, Tor Ole Skullerud ed il Molde hanno reso nota la decisione di separare le proprie strade al termine della stagione in corso: la famiglia dell'allenatore aveva infatti fatto ritorno a Bærum e Skullerud l'avrebbe raggiunta alla fine dell'annata. Il 6 agosto successivo, Skullerud e il Molde hanno consensualmente deciso di separare anticipatamente le loro strade. Il 7 agosto, Erling Moe è stato scelto come nuovo tecnico, ad interim. Il 21 ottobre, Ole Gunnar Solskjær è stato nominato nuovo allenatore del Molde.
Il Molde ha chiuso il campionato al 6º posto finale. Nella fase a gironi dell'Europa League, la formazione norvegese ha concluso il proprio raggruppamento al 1º posto, qualificandosi così per i sedicesimi di finale come testa di serie. Il 14 dicembre, è stato sorteggiato il Siviglia campione in carica come avversario. Con una vittoria complessiva per 3-1, la formazione andalusa ha avuto la meglio sul Molde, che è stato così eliminato dalla competizione.
Ola Kamara è stato il calciatore più utilizzato in stagione, nonché il miglior marcatore del Molde: ha totalizzato 44 presenze tra tutte le competizioni, mettendo a referto 21 reti.

## Maglie e sponsor
Lo sponsor tecnico per la stagione 2015 è stato Nike, mentre lo sponsor ufficiale è stato Sparebanken Møre. La divisa casalinga era composta da una maglietta blu con inserti bianchi, pantaloncini e calzettoni bianchi. Quella da trasferta era invece composta da una maglietta bianca, con pantaloncini e calzettoni blu.
| Casa | Trasferta |

## Rosa
| N. |                        | Ruolo | Calciatore            |
| -- | ---------------------- | ----- | --------------------- |
| 1  | Stati Uniti (bandiera) | P     | Ethan Horvath         |
| 2  | Norvegia (bandiera)    | D     | Fredrik Semb Berge    |
| 3  | Senegal (bandiera)     | C     | Amidou Diop           |
| 4  | Norvegia (bandiera)    | D     | Ruben Gabrielsen      |
| 5  | Finlandia (bandiera)   | D     | Joona Toivio          |
| 6  | Norvegia (bandiera)    | C     | Daniel Berg Hestad    |
| 7  | Norvegia (bandiera)    | C     | Harmeet Singh         |
| 8  | Norvegia (bandiera)    | A     | Fredrik Gulbrandsen   |
| 9  | Svezia (bandiera)      | A     | Mattias Moström       |
| 10 | Norvegia (bandiera)    | C     | Thomas Kind Bendiksen |
| 11 | Norvegia (bandiera)    | A     | Ola Kamara            |
| 12 | Norvegia (bandiera)    | P     | Ørjan Nyland          |
| 14 | Norvegia (bandiera)    | D     | Martin Linnes         |
| 15 | Norvegia (bandiera)    | D     | Per-Egil Flo          |
| 16 | Norvegia (bandiera)    | C     | Etzaz Hussain         |
| 17 | Norvegia (bandiera)    | A     | Mushaga Bakenga       |
| 17 | Norvegia (bandiera)    | D     | Fredrik Aursnes       |
| 18 | Norvegia (bandiera)    | D     | Magne Simonsen        |
| 19 | Norvegia (bandiera)    | C     | Eirik Hestad          |

| N. |                        | Ruolo | Calciatore          |
| -- | ---------------------- | ----- | ------------------- |
| 20 | Norvegia (bandiera)    | A     | Tommy Høiland       |
| 21 | Brasile (bandiera)     | C     | Agnaldo             |
| 22 | Stati Uniti (bandiera) | A     | Joshua Gatt         |
| 23 | Norvegia (bandiera)    | D     | Knut Olav Rindarøy  |
| 24 | Norvegia (bandiera)    | A     | Mohamed Elyounoussi |
| 25 | Norvegia (bandiera)    | D     | Vegard Forren       |
| 26 | Svezia (bandiera)      | P     | Andreas Linde       |
| 30 | Senegal (bandiera)     | A     | Pape Paté Diouf     |
| 31 | Norvegia (bandiera)    | C     | Petter Strand       |
| 31 | Stati Uniti (bandiera) | A     | Ben Spencer         |
| 32 | Norvegia (bandiera)    | A     | Sander Svendsen     |
| 34 | Brasile (bandiera)     | P     | Neydson             |
| 42 | Norvegia (bandiera)    | D     | Eirik Haugan        |
| 48 | Norvegia (bandiera)    | A     | Erlend Hustad       |
| 49 | Norvegia (bandiera)    | C     | Ola Ormset Husby    |
| 50 | Norvegia (bandiera)    | P     | Jonatan Byttingsvik |
| 51 | Norvegia (bandiera)    | D     | Kristian Strande    |
| 52 | Norvegia (bandiera)    | C     | Tobias Svendsen     |
| 53 | Norvegia (bandiera)    | D     | Martin Ove Roseth   |

## Calciomercato

### Sessione invernale(dal 01/01 al 31/03)
| Arrivi           | Arrivi                | Arrivi         | Arrivi        |
| R.               | Nome                  | da             | Modalità      |
| ---------------- | --------------------- | -------------- | ------------- |
| P                | Andreas Linde         | Helsingborg    | definitivo    |
| D                | Fredrik Semb Berge    | Brøndby        | prestito      |
| C                | Thomas Kind Bendiksen | Tromsø         | definitivo    |
| A                | Mushaga Bakenga       | Club Bruges    | prestito      |
| A                | Ola Kamara            | Austria Vienna | prestito      |
| A                | Ben Spencer           | Indy Eleven    | fine prestito |
| Altre operazioni |                       |                |               |
| R.               | Nome                  | da             | Modalità      |
| D                | Ivar Furu             | Ranheim        | fine prestito |
| C                | Andreas Hollingen     | HamKam         | fine prestito |

| Partenze | Partenze                   | Partenze         | Partenze      |
| R.       | Nome                       | a                | Modalità      |
| -------- | -------------------------- | ---------------- | ------------- |
| P        | Espen Bugge Pettersen      |                  | svincolato    |
| D        | Ivar Furu                  | Byåsen           | prestito      |
| D        | Stian Gregersen            | Kristiansund BK  | prestito      |
| D        | Seydina Keita              |                  | svincolato    |
| D        | Ole Martin Rindarøy        | Start            | prestito      |
| C        | Amidou Diop                | Mjøndalen        | prestito      |
| C        | Andreas Hollingen          | Start            | prestito      |
| A        | Björn Bergmann Sigurðarson | Wolverhampton    | fine prestito |
| A        | Daniel Chima               | Shanghai Shenxin | definitivo    |
| A        | John Cofie                 |                  | svincolato    |

### Tra le due sessioni
| Arrivi | Arrivi      | Arrivi    | Arrivi        |
| R.     | Nome        | da        | Modalità      |
| ------ | ----------- | --------- | ------------- |
| C      | Amidou Diop | Mjøndalen | fine prestito |

| Partenze | Partenze     | Partenze      | Partenze   |
| R.       | Nome         | a             | Modalità   |
| -------- | ------------ | ------------- | ---------- |
| P        | Ørjan Nyland | Ingolstadt 04 | definitivo |
| A        | Ben Spencer  | Toronto FC    | prestito   |

### Sessione estiva(dal 22/07 al 18/08)
| Arrivi | Arrivi | Arrivi | Arrivi   |
| R.     | Nome   | da     | Modalità |
| ------ | ------ | ------ | -------- |

| Partenze | Partenze              | Partenze | Partenze |
| R.       | Nome                  | a        | Modalità |
| -------- | --------------------- | -------- | -------- |
| C        | Thomas Kind Bendiksen | Tromsø   | prestito |
| A        | Pape Paté Diouf       | Odd      | prestito |

### Dopo la sessione estiva
| Arrivi | Arrivi | Arrivi | Arrivi   |
| R.     | Nome   | da     | Modalità |
| ------ | ------ | ------ | -------- |

| Partenze | Partenze     | Partenze            | Partenze   |
| R.       | Nome         | a                   | Modalità   |
| -------- | ------------ | ------------------- | ---------- |
| D        | Eirik Haugan | Olympique Marsiglia | definitivo |

## Risultati

### Eliteserien

#### Girone di andata
| Arbitro: | Hagen (Grue) |

|                 |           |                           |
| Elyounoussi 89’ | Marcatori | 54’ Johnsen 90’ Halvorsen |

| Arbitro: | Hafsås (Trondheim) |

|                   |           |                                 |
| Forren 78’ (aut.) | Marcatori | 17’, 60’ Kamara 88’ Elyounoussi |

| Arbitro: | Hafsås (Trondheim) |

|                                              |           |               |
| Svendsen 5’, 62’ Kamara 10’, 75’ Høiland 81’ | Marcatori | 43’ Barrantes |

| Haugesund 26 aprile 2015, ore 18:00 4ª giornata | Haugesund      | 0 – 0 referto | Molde | Haugesund Stadion (5.446 spett.)\| Arbitro: \| Døvle (Larvik) \| |
| Arbitro:                                        | Døvle (Larvik) |               |       |                                                                  |

| Arbitro: | Moen (Haugesund) |

|                                 |           |            |
| Kamara 32’ Elyounoussi 45’, 82’ | Marcatori | 13’ Kovács |

| Arbitro: | Berntsen (Vang) |

|                           |           |             |
| Adegbenro 44’ Berisha 72’ | Marcatori | 22’ Høiland |

| Arbitro: | Johnsen (Tønsberg) |

|                                   |           |  |
| Høiland 22’, 31’, 87’ Agnaldo 73’ | Marcatori |  |

| Arbitro: | Moen (Haugesund) |

|                   |           |           |
| Knudtzon 60’, 64’ | Marcatori | 7’ Toivio |

| Arbitro: | Hafsås (Trondheim) |

|                              |           |                             |
| Svendsen 34’, 37’ Kamara 87’ | Marcatori | 39’, 68’ Diomandé 61’ Issah |

| Arbitro: | Berntsen (Vang) |

|  |           |                                         |
|  | Marcatori | 21’ Elyounoussi 53’ Forren 56’ Svendsen |

| Arbitro: | Edvartsen (Hamar) |

|                                                       |           |            |
| Linnes 13’ Elyounoussi 40’, 42’, 49’ Høiland 77’, 90’ | Marcatori | 38’ Mjelde |

| Arbitro: | Kjensli (Oslo) |

|                         |           |  |
| Antonsen 8’ Hansson 31’ | Marcatori |  |

| Molde 20 giugno 2015, ore 18:00 13ª giornata | Molde              | 0 – 0 referto | Vålerenga | Aker Stadion (9.332 spett.)\| Arbitro: \| Johnsen (Tønsberg) \| |
| Arbitro:                                     | Johnsen (Tønsberg) |               |           |                                                                 |

| Arbitro: | Hansen (Feda) |

|               |           |                   |
| Søderlund 32’ | Marcatori | 34’ (aut.) Hansen |

| Arbitro: | Skjerven (Kaupanger) |

|           |           |                                  |
| Zajić 90’ | Marcatori | 7’, 57’, 90’ Kamara 21’ Svendsen |

#### Girone di ritorno
| Arbitro: | Rafiq (Oslo) |

|  |           |             |
|  | Marcatori | 8’ Diédhiou |

| Arbitro: | Lundby (Bøverbru) |

|              |           |  |
| Pedersen 18’ | Marcatori |  |

| Arbitro: | Hagen (Grue) |

|            |           |                            |
| Linnes 43’ | Marcatori | 21’ Valentin 36’ Konradsen |

| Arbitro: | Hagen (Grue) |

|                               |           |                            |
| Bentley 57’ Occéan 74’ (rig.) | Marcatori | 14’ Elyounoussi 37’ Toivio |

| Molde 15 agosto 2015, ore 15:30 20ª giornata | Molde          | 0 – 0 referto | Sarpsborg 08 | Aker Stadion (8.157 spett.)\| Arbitro: \| Gya (Egersund) \| |
| Arbitro:                                     | Gya (Egersund) |               |              |                                                             |

| Arbitro: | Hafsås (Trondheim) |

|  |           |         |
|  | Marcatori | 13’ Flo |

| Arbitro: | Steen (Bergen) |

|                         |           |                       |
| Høiland 54’ Moström 81’ | Marcatori | 24’ Martin 86’ Friday |

| Arbitro: | Døvle (Larvik) |

|                       |           |                                             |
| Mjelde 27’ Bindia 90’ | Marcatori | 25’, 43’ Kamara 67’ Hussain 79’ Elyounoussi |

| Arbitro: | Moen (Haugesund) |

|            |           |  |
| Kamara 58’ | Marcatori |  |

| Arbitro: | Skjerven (Kaupanger) |

|           |           |  |
| Keita 14’ | Marcatori |  |

| Arbitro: | Hagen (Grue) |

|                                                   |           |  |
| Hestad 19’ Simonsen 36’ Flo 55’ Kamara 79’ (rig.) | Marcatori |  |

| Arbitro: | Kjensli (Oslo) |

|                                   |           |           |
| Kamara 54’ Svendsen 63’ Singh 86’ | Marcatori | 79’ Nguen |

| Arbitro: | Edvartsen (Hamar) |

|           |           |                             |
| James 39’ | Marcatori | 15’ Høiland 76’ Elyounoussi |

| Arbitro: | Hobber Nilsen (Oslo) |

|                                                       |           |                |
| Moström 1’ Semb Berge 52’ Elyounoussi 55’ Bakenga 83’ | Marcatori | 80’ Sverrisson |

| Arbitro: | Hafsås (Trondheim) |

|  |           |                                     |
|  | Marcatori | 22’ Svendsen 41’ Gabrielsen 71’ Flo |

### Norgesmesterskapet
| Arbitro: | M. Smehus Kringstad |

|  |           |                          |
|  | Marcatori | 36’ Høiland 80’ Svendsen |

| Arbitro: | M. Smehus Kringstad |

|  |           |                         |
|  | Marcatori | 3’ Agnaldo 47’ Svendsen |

| Arbitro: | Gya |

|  |           |                                                |
|  | Marcatori | 22’ (rig.) Kamara 28’ Diouf 42’ Kind Bendiksen |

| Arbitro: | Døvle (Larvik) |

|                                                     |           |  |
| Kamara 11’ Høiland 24’ (rig.) Strømsborg 65’ (aut.) | Marcatori |  |

| Arbitro: | Hansen (Feda) |

|                                             |           |  |
| Adegbenro 22’ Böðvarsson 37’ Sigurðsson 83’ | Marcatori |  |

### Champions League
| Arbitro: | Radovanović |

|                                                  |           |  |
| Elyounoussi 35’, 44’ Kamara 84’, 90’ Moström 90’ | Marcatori |  |

| Arbitro: | Abdula |

|             |           |  |
| Badoyan 74’ | Marcatori |  |

| Arbitro: | Gumienny |

|               |           |            |
| Henríquez 18’ | Marcatori | 21’ Kamara |

| Arbitro: | Oliver |

|                                               |           |                             |
| Hussain 43’ Elyounoussi 52’ (rig.) Kamara 75’ | Marcatori | 17’ Pjaca 20’ Ademi 22’ Rog |

### Europa League
| Arbitro: | Kul'bakoŭ |

|                             |           |  |
| Høiland 24’ Elyounoussi 28’ | Marcatori |  |

| Arbitro: | Tudor |

|                                      |           |             |
| Knockaert 26’ Santini 48’ Trebel 90’ | Marcatori | 42’ Hussain |

| Arbitro: | Bastien |

|          |           |                                               |
| Nani 42’ | Marcatori | 36’ (rig.) Høiland 53’ Elyounoussi 65’ Linnes |

| Arbitro: | Raczkowski |

|           |           |             |
| Hestad 8’ | Marcatori | 19’ Fischer |

| Arbitro: | Bezborodov |

|                                       |           |             |
| Kamara 11’ Forren 18’ Elyounoussi 56’ | Marcatori | 55’ Commons |

| Arbitro: | Vinčić |

|             |           |                                 |
| Commons 26’ | Marcatori | 21’ Elyounoussi 37’ Berg Hestad |

| Arbitro: | Zelinka |

|  |           |                         |
|  | Marcatori | 68’ Fernandão 84’ Tufan |

| Arbitro: | Aranovskiy |

|                 |           |           |
| van de Beek 14’ | Marcatori | 29’ Singh |

| Arbitro: | Mažeika |

|                               |           |  |
| Llorente 35’, 49’ Gameiro 72’ | Marcatori |  |

| Arbitro: | Madden |

|            |           |  |
| Hestad 43’ | Marcatori |  |

## Statistiche

### Statistiche di squadra
| Competizione       | Punti | In casa | In casa | In casa | In casa | In casa | In casa | In trasferta | In trasferta | In trasferta | In trasferta | In trasferta | In trasferta | Totale | Totale | Totale | Totale | Totale | Totale | DR  |
| Competizione       | Punti | G       | V       | N       | P       | Gf      | Gs      | G            | V            | N            | P            | Gf           | Gs           | G      | V      | N      | P      | Gf     | Gs     | DR  |
| ------------------ | ----- | ------- | ------- | ------- | ------- | ------- | ------- | ------------ | ------------ | ------------ | ------------ | ------------ | ------------ | ------ | ------ | ------ | ------ | ------ | ------ | --- |
| Eliteserien        | 52    | 15      | 8       | 4       | 3       | 37      | 15      | 15           | 7            | 3            | 5            | 25           | 16           | 30     | 15     | 7      | 8      | 62     | 31     | +31 |
| Norgesmesterskapet | -     | 1       | 1       | 0       | 0       | 3       | 0       | 5            | 4            | 0            | 1            | 8            | 3            | 6      | 5      | 0      | 1      | 11     | 3      | +8  |
| Champions League   | -     | 2       | 1       | 1       | 0       | 8       | 3       | 2            | 0            | 1            | 1            | 3            | 4            | 4      | 1      | 2      | 1      | 11     | 7      | +4  |
| Europa League      | -     | 5       | 3       | 1       | 1       | 7       | 4       | 5            | 2            | 1            | 2            | 7            | 9            | 10     | 5      | 2      | 3      | 14     | 13     | +1  |
| Totale             | -     | 23      | 13      | 6       | 4       | 55      | 22      | 27           | 13           | 5            | 9            | 43           | 32           | 50     | 26     | 11     | 13     | 98     | 54     | +44 |

### Statistiche dei giocatori
| Giocatore         | Eliteserien | Eliteserien | Eliteserien | Eliteserien | Norgesmesterskapet | Norgesmesterskapet | Norgesmesterskapet | Norgesmesterskapet | Champions League+Europa League | Champions League+Europa League | Champions League+Europa League | Champions League+Europa League | Altre coppe | Altre coppe | Altre coppe | Altre coppe | Totale   | Totale | Totale      | Totale     |
| Giocatore         | Presenze    | Reti        | Ammonizioni | Espulsioni  | Presenze           | Reti               | Ammonizioni        | Espulsioni         | Presenze                       | Reti                           | Ammonizioni                    | Espulsioni                     | Presenze    | Reti        | Ammonizioni | Espulsioni  | Presenze | Reti   | Ammonizioni | Espulsioni |
| ----------------- | ----------- | ----------- | ----------- | ----------- | ------------------ | ------------------ | ------------------ | ------------------ | ------------------------------ | ------------------------------ | ------------------------------ | ------------------------------ | ----------- | ----------- | ----------- | ----------- | -------- | ------ | ----------- | ---------- |
| Agnaldo           | 14          | 1           | 0           | 0           | 5                  | 2                  | 0                  | 0                  | 1+1                            | 0                              | 0                              | 0                              |             |             |             |             | 21       | 3      | 0           | 0          |
| F. Aursnes        | -           | -           | -           | -           | -                  | -                  | -                  | -                  | 0+2                            | 0                              | 0                              | 0                              |             |             |             |             | 2        | 0      | 0           | 0          |
| M. Bakenga        | 6           | 1           | 0           | 0           | 0                  | 0                  | 0                  | 0                  | 0+1                            | 0                              | 0                              | 0                              |             |             |             |             | 7        | 1      | 0           | 0          |
| D. Berg Hestad    | 22          | 0           | 0           | 0           | 3                  | 0                  | 0                  | 0                  | 3+10                           | 1+0                            | 0                              | 0                              |             |             |             |             | 38       | 1      | 0           | 0          |
| J. Byttingsvik    | 0           | -0          | 0           | 0           | 0                  | -0                 | 0                  | 0                  | 0                              | -0                             | 0                              | 0                              |             |             |             |             | 0        | 0      | 0           | 0          |
| A. Diop           | 0           | 0           | 0           | 0           | 0                  | 0                  | 0                  | 0                  | 0+1                            | 0                              | 0                              | 0                              |             |             |             |             | 1        | 0      | 0           | 0          |
| P. Diouf          | 7           | 0           | 1           | 0           | 4                  | 1                  | 0                  | 0                  | 2                              | 0                              | 1                              | 0                              |             |             |             |             | 13       | 1      | 2           | 0          |
| M. Elyounoussi    | 28          | 12          | 0           | 0           | 1                  | 0                  | 1                  | 0                  | 4+9                            | 3+3                            | 0                              | 0+1                            |             |             |             |             | 42       | 18     | 1           | 1          |
| P. Flo            | 25          | 3           | 1           | 0           | 2                  | 0                  | 0                  | 0                  | 2+6                            | 0                              | 0+1                            | 0                              |             |             |             |             | 35       | 3      | 2           | 0          |
| V. Forren         | 27          | 1           | 5           | 0           | 3                  | 0                  | 1                  | 0                  | 4+9                            | 0+1                            | 0+3                            | 1+0                            |             |             |             |             | 43       | 2      | 9           | 1          |
| R. Gabrielsen     | 15          | 1           | 0           | 0           | 4                  | 0                  | 0                  | 0                  | 4+9                            | 0                              | 0                              | 0                              |             |             |             |             | 32       | 1      | 0           | 0          |
| J. Gatt           | 1           | 0           | 0           | 0           | 0                  | 0                  | 0                  | 0                  | 0                              | 0                              | 0                              | 0                              |             |             |             |             | 1        | 0      | 0           | 0          |
| F. Gulbrandsen    | 0           | 0           | 0           | 0           | 0                  | 0                  | 0                  | 0                  | 3                              | 0                              | 3                              | 0                              |             |             |             |             | 3        | 0      | 3           | 0          |
| E. Haugan         | 0           | 0           | 0           | 0           | 1                  | 0                  | 0                  | 0                  | 0                              | 0                              | 0                              | 0                              |             |             |             |             | 1        | 0      | 0           | 0          |
| E. Hestad         | 13          | 1           | 0           | 0           | 4                  | 0                  | 0                  | 0                  | 3+9                            | 0+2                            | 1+0                            | 0                              |             |             |             |             | 29       | 3      | 1           | 0          |
| T. Høiland        | 23          | 9           | 5           | 0           | 5                  | 2                  | 0                  | 0                  | 2+5                            | 0+2                            | 0+2                            | 0                              |             |             |             |             | 35       | 13     | 7           | 0          |
| E. Horvath        | 17          | -14         | 1           | 0           | 2                  | -0                 | 1                  | 0                  | 3+10                           | -17                            | 0+1                            | 0                              |             |             |             |             | 32       | -31    | 3           | 0          |
| E. Hussain        | 27          | 1           | 2           | 0           | 3                  | 0                  | 2                  | 0                  | 4+7                            | 1+1                            | 3+1                            | 0                              |             |             |             |             | 41       | 3      | 8           | 0          |
| E. Hustad         | 0           | 0           | 0           | 0           | 1                  | 0                  | 0                  | 0                  | 0                              | 0                              | 0                              | 0                              |             |             |             |             | 1        | 0      | 0           | 0          |
| O. Kamara         | 29          | 14          | 0           | 0           | 4                  | 2                  | 0                  | 0                  | 4+7                            | 4+1                            | 0                              | 0                              |             |             |             |             | 44       | 21     | 0           | 0          |
| T. Kind Bendiksen | 6           | 0           | 0           | 0           | 4                  | 1                  | 0                  | 0                  | 1+0                            | 0                              | 0                              | 0                              |             |             |             |             | 11       | 1      | 0           | 0          |
| A. Linde          | 2           | -3          | 0           | 1           | 1                  | -3                 | 0                  | 0                  | 1+0                            | -1                             | 0                              | 0                              |             |             |             |             | 4        | -7     | 0           | 1          |
| M. Linnes         | 28          | 2           | 0           | 0           | 2                  | 0                  | 0                  | 0                  | 3+8                            | 0+1                            | 0+1                            | 0                              |             |             |             |             | 41       | 3      | 1           | 0          |
| M. Moström        | 19          | 2           | 2           | 0           | 1                  | 0                  | 0                  | 0                  | 4+9                            | 1+0                            | 0+1                            | 0                              |             |             |             |             | 33       | 3      | 3           | 0          |
| Neydson           | 0           | -0          | 0           | 0           | 0                  | -0                 | 0                  | 0                  | 0                              | -0                             | 0                              | 0                              |             |             |             |             | 0        | 0      | 0           | 0          |
| Ø. Nyland         | 13          | -14         | 1           | 0           | 2                  | -2                 | 0                  | 0                  | -                              | -                              | -                              | -                              |             |             |             |             | 15       | -16    | 1           | 0          |
| O. Ormset Husby   | 0           | 0           | 0           | 0           | 0                  | 0                  | 0                  | 0                  | 0                              | 0                              | 0                              | 0                              |             |             |             |             | 0        | 0      | 0           | 0          |
| K. Rindarøy       | 11          | 0           | 0           | 0           | 5                  | 0                  | 1                  | 0                  | 3+5                            | 0                              | 1+0                            | 0+1                            |             |             |             |             | 24       | 0      | 2           | 1          |
| M. Roseth         | 0           | 0           | 0           | 0           | 1                  | 0                  | 0                  | 0                  | 0                              | 0                              | 0                              | 0                              |             |             |             |             | 1        | 0      | 0           | 0          |
| F. Semb Berge     | 10          | 1           | 1           | 0           | 2                  | 0                  | 0                  | 0                  | 0                              | 0                              | 0                              | 0                              |             |             |             |             | 12       | 1      | 1           | 0          |
| M. Simonsen       | 3           | 1           | 1           | 0           | 0                  | 0                  | 0                  | 0                  | 0+1                            | 0                              | 0                              | 0                              |             |             |             |             | 4        | 1      | 1           | 0          |
| H. Singh          | 25          | 1           | 3           | 1           | 2                  | 0                  | 0                  | 0                  | 3+8                            | 0+1                            | 0+2                            | 0                              |             |             |             |             | 38       | 2      | 5           | 1          |
| P. Strand         | -           | -           | -           | -           | -                  | -                  | -                  | -                  | 0+1                            | 0                              | 0                              | 0                              |             |             |             |             | 1        | 0      | 0           | 0          |
| K. Strande        | 0           | 0           | 0           | 0           | 0                  | 0                  | 0                  | 0                  | 0+1                            | 0                              | 0                              | 0                              |             |             |             |             | 1        | 0      | 0           | 0          |
| S. Svendsen       | 26          | 8           | 0           | 1           | 4                  | 2                  | 0                  | 0                  | 3+5                            | 0                              | 0                              | 0                              |             |             |             |             | 38       | 10     | 0           | 1          |
| T. Svendsen       | 0           | 0           | 0           | 0           | 0                  | 0                  | 0                  | 0                  | 0                              | 0                              | 0                              | 0                              |             |             |             |             | 0        | 0      | 0           | 0          |
| J. Toivio         | 22          | 2           | 4           | 0           | 4                  | 0                  | 0                  | 0                  | 4+10                           | 0                              | 0+1                            | 0                              |             |             |             |             | 40       | 2      | 5           | 0          |